# Eupsittula
Eupsittula Bonaparte, 1853 è un genere di uccelli della famiglia degli Psittacidi.

## Tassonomia
Il genere comprende 5 specie che sino a poco tempo fa venivano classificate nel genere Aratinga, dal quale sono state segregate in base alle risultanze di studi genetici.
Comprende le seguenti specie:
- Eupsittula nana (Vigors, 1830) - parrocchetto golaoliva
- Eupsittula canicularis (Linnaeus, 1758) - parrocchetto frontearancio
- Eupsittula aurea (J.F.Gmelin, 1788) - parrocchetto frontepesca
- Eupsittula pertinax (Linnaeus, 1758) - parrocchetto golabruna
- Eupsittula cactorum (Kuhl, 1820) - parrocchetto della caatinga